# Elecciones presidenciales de Estados Unidos de 1884
Las elecciones presidenciales de Estados Unidos de 1884 fueron donde aparecieron insultos excesivos en la acritud personal. El 4 de noviembre de 1884, el gobernador de Nueva York, Grover Cleveland, derrotó por un estrecho margen al republicano el exsenador estadounidense, James G. Blaine de Maine, para convertirse en el primer demócrata elegido presidente de los Estados Unidos desde las elecciones de 1856, antes de la Guerra de Secesión. Nueva York decidió la elección, la adjudicación de Cleveland como gobernador del estado con 36 electores por un margen de sólo 1047 de los 1 167 003 votos emitidos.